# Aulo Vibio Hábito
Aulo Vibio Hábito (en latín: Aulus Vibius Habitus) fue un senador romano que vivió a finales del siglo I a. C. y principios del siglo I, y desarrolló su cursus honorum bajo los reinados de Augusto, y Tiberio.

## Orígenes y familia
Su familia, la gens Vibia, era originaria de la ciudad de Larinum. Era hijo de Gayo Vibio Póstumo y hermano de Gayo Vibio Póstumo, cónsul sufecto en el año 5.

## Carrera política
Los únicos cargos que Hábito ocupó con seguridad fueron el consulado sufecto en el año 8 junto a Lucio Apronio, y gobernador de la provincia de África entre los años 16-17.